# Стоичков, Здравко
Здравко Василев Стоичков (род. 2 июля 1964, Тырговиште) — болгарский тяжелоатлет, чемпион Европы (1984), призёр чемпионата мира (1983), победитель соревнований «Дружба-84» (1984). Заслуженный мастер спорта Болгарии (1983).

## Биография
Здравко Стоичков родился 2 июля 1964 года в городе Тырговиште. Начал заниматься тяжёлой атлетикой в возрасте 11 лет под руководством Петра Маринова.
В 1983 году стал чемпионом мира среди юниоров и дебютировал в национальной сборной страны на чемпионате мира в Москве, где занял третье место. В 1984 году выиграл золотую медаль чемпионата Европы в Витории и готовился к участию в Олимпийских играх в Лос-Анджелесе, однако политическое руководство Болгарии приняло решение о присоединении спортсменов страны к бойкоту этих соревнований. На соревнованиях «Дружба-84», проведённых в сентябре 1984 года в Варне, завоевал золотую награду и установил новые мировые рекорды в толчке и сумме двоеборья. При этом его результат в двоеборье оказался на 37,5 кг больше чем тот, что показал чемпион Олимпиады в Лос-Анджелесе Карл-Хайнц Радшински (ФРГ).
В дальнейшем перешёл из полусредней в среднюю весовую категорию. Здесь он был вынужден конкурировать со своим старшим товарищем по команде Асеном Златевым, которого ему не удалось превзойти ни на национальном ни на международном уровне. В 1985 году он стал вторым после Златева на чемпионате Европы в Катовице. В 1986 году занял лишь четвёртое место на чемпионате мира в Софии.
В 1988 году, не сумев отобраться в состав болгарской сборной на Олимпийских играх в Сеуле, принял решение завершить свою спортивную карьеру и занялся тренерской деятельностью в клубе «Славия». В 2008—2009 годах был главным тренером сборной Болгарии.